# Cyclofenil
Cyclofenil, được bán dưới tên thương hiệu Sexovid, là một loại thuốc điều chế thụ thể estrogen chọn lọc (SERM) được sử dụng như một chất kích thích gonadotropin hoặc gây rụng trứng và trong liệu pháp hormone mãn kinh ở phụ nữ. Nó chủ yếu là không còn nữa. Thuốc được uống bằng miệng.
Tác dụng phụ của cyclofenil bao gồm độc tính gan với những người khác. Nó là một bộ điều biến thụ thể estrogen chọn lọc (SERM) và do đó là một hỗn hợp chất chủ vận - chất đối vận của thụ thể estrogen (ER), đích sinh học của estrogen như estradiol. Nó có tác dụng kháng hestrogen trên trục tuyến yên của tuyến yên hypothalamic và do đó có thể làm tăng sản xuất hormone giới tính và kích thích rụng trứng.
Cyclofenil đã được giới thiệu cho sử dụng y tế vào năm 1970. Nó hầu như đã bị ngưng, nhưng vẫn có sẵn ở một vài quốc gia, bao gồm Brazil, Ý và Nhật Bản. Nó đã được sử dụng như một tác nhân doping bởi các vận động viên nam.

## Sử dụng y tế
Cyclofenil được sử dụng để điều trị rối loạn kinh nguyệt và vô sinh anovulatory do suy của trục hạ đồi-tuyến yên-tuyến sinh dục ở phụ nữ. Nó cũng đã được sử dụng để điều trị các triệu chứng mãn kinh. Thuốc thường được sử dụng với liều 400 đến 600 mg mỗi ngày.

### Các hình thức có sẵn
Cyclofenil đã có sẵn ở dạng 100, 200 và 400 mg viên nén uống.

## Sử dụng phi y tế
Cyclofenil đã được các vận động viên nam sử dụng để tăng nồng độ testosterone. Nó không hiệu quả cho mục đích này ở phụ nữ.

## Chống chỉ định
Cyclofenil chống chỉ định trong thai kỳ và ở những người bị bệnh gan nặng và chảy máu tử cung không rõ nguyên nhân.

## Tác dụng phụ
Cyclofenil có liên quan đến tỷ lệ nhiễm độc gan tương đối cao. Dấu hiệu sinh hóa của những thay đổi gan không mong muốn đã được quan sát thấy ở 35% hoặc nhiều hơn cá nhân và 1% cá nhân bị viêm gan.

## Dược lý

### Dược lực học
Cyclofenil là một SERM, hoặc một hỗn hợp chất chủ vận và chất đối vận của các thụ thể estrogen (ERs). Nó được mô tả như một SERM tương đối yếu / nhẹ. Thuốc thường kém hiệu quả hơn các SERM khác. Thuốc là một "estrogen cản trở" và được cho là làm việc như một progonadotropin bằng cách ngăn chặn các hành động của estrogen trong tuyến yên và vùng dưới đồi, qua đó phát hành disinhibiting của gonadotropins hormone luteinizing và hormone kích thích nang. Ở nam giới, cyclofenil có thể làm tăng nồng độ testosterone do tác dụng progonadotropic của nó.

### Dược động học
Về mặt phân phối, cyclofenil hoạt động cả tập trung và ngoại vi. Nửa đời thải trừ của cyclofenil sau 200 lần duy nhất   liều mg là 18 đến 29 giờ 

## Hóa học
Cyclofenil là một SERM không steroid và có liên quan chặt chẽ về mặt cấu trúc với các SERM triphenylethylene như clomifene và tamoxifen. Nó đã được gọi là một dẫn xuất diphenylethylene, khác với triphenylethylen chỉ bằng cách thay thế một trong các vòng phenyl bằng vòng cyclohexane.

## Lịch sử
Cyclofenil được giới thiệu lần đầu tiên cho mục đích y tế vào năm 1970 dưới tên thương hiệu Ondogyne ở Pháp. Sau đó, nó đã được giới thiệu trên toàn thế giới dưới một loạt các tên thương hiệu khác, bao gồm cả tên thương hiệu nổi tiếng nhất Sexovid.

## Xã hội và văn hoá

### Tên gốc
Cyclofenil là tên gốc của tiếng Anh của thuốc và INN, USAN và BAN.

### Tên thương hiệu
Cyclofenil đã được bán trên thị trường dưới nhiều tên thương hiệu bao gồm Ciclifen, Fertodur, Gyneuro, Klofenil, Menoferil, Menopax, Neoclym, Oginex, Ondonid, Ondogyne, Rehibin, Sexadieno, Sexadieno 

### Khả dụng
Cyclofenil vẫn có sẵn ngày hôm nay chỉ ở Brazil, Ý và Nhật Bản. Trong quá khứ, nó cũng đã có sẵn ở Pháp, Đức, México, Thụy Điển, Thụy Sĩ, Thổ Nhĩ Kỳ và Vương quốc Anh.

### Quy định
Clomifene được đưa vào danh sách Cơ quan chống doping thế giới của các tác nhân doping bất hợp pháp trong thể thao.

## Nghiên cứu
Cyclofenil đã được điều tra như là một điều trị có thể cho bệnh xơ cứng bì vào những năm 1980, nhưng được phát hiện là không hiệu quả. Nghiên cứu sau này về hiệu quả của nó trong điều trị hiện tượng Raynaud ở những người bị xơ cứng bì cũng không tìm thấy lợi ích đáng kể.